# Dendronephthya brachycaulos
Dendronephthya brachycaulos is een zachte koraalsoort uit de familie Nephtheidae. De koraalsoort komt uit het geslacht Dendronephthya. Dendronephthya brachycaulos werd in 1909 voor het eerst wetenschappelijk beschreven door Henderson. 